# Mariana-árok
A Mariana-árokban található a Föld legmélyebb pontja, a Challenger-mélység, ahol a Csendes-óceán mélysége több mint 11 000 méter.

## Földrajzi elhelyezkedése
A Mariana-árok a Csendes-óceán délnyugati medencéjének peremén, Japán felé, Tokiótól mintegy 2400 kilométerre, az azonos nevű Mariana-szigetektől keletre található. Pontos földrajzi elhelyezkedése: északi szélesség 11⁰ 21’ és keleti hosszúság 142⁰ 12’. A Mariana-árok 2530 km hosszú és 11 035 méter mély (más mérések szerint 10 994, 11 022, 10 911 vagy 11 034 m). Az árok legmélyebb pontja a Challenger („kihívás”) mélység. Nevét Jacques Piccard svájci tudós kutatólaboratóriummá alakított halászhajója után kapta.

## Kialakulása
A Mariana-árok mélytengeri árok – két egymással ütköző kőzetlemez találkozásánál alakult ki. Esetében a különböző típusú kőzetlemezmozgások közül a két óceáni lemez (Csendes-óceáni-, és Fülöp-lemez) ütközése zajlik. Az óceáni kőzetlemezek sűrűsége nem sokkal kisebb (kb. 3 g/cm³), mint a köpeny sűrűsége (3,4 g/cm³), ezért az egyik, általában az idősebb, jobban lehűlt, valamivel nagyobb sűrűségű lemez bukik a fiatalabb alá. Az alábukás vonalán alakul ki a mélytengeri árok. Az alábukó lemez anyaga a mélységi nyomás és hő hatására megolvad. A megolvadt anyag ezután – mivel új környezeténél kisebb sűrűségű – újra a felszínre nyomul, s vulkánok sorát kialakítva akár több ezer kilométer hosszú vulkáni ívet is képezhet. Így alakult ki a Mariana-szigetcsoport is, melynek 10 szigete közül néhányon ma is tapasztalható vulkáni működés.

## Felfedezése
A Mariana-árok szigetcsoportjánál 1874. február 23-án 8164 méteres tengermélységet mértek. Az akkori kutatók ezt a Föld legmélyebb pontjának tartották, de azóta kiderült, hogy az árok még mélyebb, 11 034 méter.
1960. január 23-án Jacques Piccard és Don Walsh a Trieste fedélzetén érte el először a máig fennálló 11 034 méteres rekordmélységet.
A Nereus nevű távirányítású, ember nélküli tengeralattjáró 2009-ben, harmadikként érte el az óceán legmélyebb ismert pontját. Ehhez egészen pontosan 10 902 méter mélyre kellett süllyednie a Csendes-óceánban található Mariana-árokba. Ezt követően 2012 márciusáig nem járt arrafelé ember alkotta szerkezet, és a talaj elérésével a Nereus lett az első olyan ma is működő tengeralattjáró, ami megjárta az árkot – elődeit ugyanis már rég kivonták a forgalomból.
A személyzet nélküli járművet egy hajóról irányították, a kapcsolatot egy vékony kábelen keresztül tartották, de a Nereus képes magától is navigálni, haladni. „Az ilyen szerkezetekkel lényegében az óceán bármely pontját feltérképezhetjük, új korszak kezdődik a tengerkutatásban" – mondta Andy Bowen, a kutatás vezetője.
2012. március 26-án a Deepsea Challenger nevű, 7 méteres kapszulában James Cameron kutató-filmrendező ereszkedett a Mariana-árok mélyére, így több mint fél évszázad után ő a következő ember, aki ott járt. A merülés helyszínére elkísérte Don Walsh is. A lent töltött – a tervezett 6 óránál kevesebb – 3 órányi idő alatt felvételeket készített, mintákat azonban a hidraulika meghibásodása miatt nem tudott a felszínre hozni. További merülésekre is készült.